# Bennett Miller
Bennett Miller (New York, 30 dicembre 1966) è un regista e produttore cinematografico statunitense, candidato al premio Oscar al miglior regista nel 2006 e nel 2015 per la direzione, rispettivamente, di Truman Capote - A sangue freddo e Foxcatcher - Una storia americana.

## Filmografia
- The Cruise (1998) - Documentario
- Truman Capote - A sangue freddo (Capote) (2005)
- L'arte di vincere (Moneyball) (2011)
- Foxcatcher - Una storia americana (Foxcatcher) (2014)

## Riconoscimenti
- Premio Oscar
  - 2006 – Candidatura per il miglior regista per Truman Capote - A sangue freddo[1]
  - 2015 – Candidatura per il miglior regista per Foxcatcher - Una storia americana[2]

- Festival di Cannes[3]
  - 2014 – Candidatura per la Palma d'oro per Foxcatcher – Una storia americana
  - 2014 – Prix de la mise en scène per Foxcatcher – Una storia americana

- Gotham Independent Film Awards
  - 2005 – Miglior film per Truman Capote – A sangue freddo
  - 2005 – Miglior regista emergente per Truman Capote- A sangue freddo

- Hollywood Film Awards[4]
  - 2011 – Miglior regia per L'arte di vincere

- Independent Spirit Awards[5]
  - 2015 – Premio Speciale Distinction Awards per Foxcatcher – Una storia americana

- Satellite Award
  - 1999 – Candidatura per il miglior film documentario per The Cruise
  - 2005 – Candidatura per il miglior regista per Truman Capote – A sangue freddo